# Milagre (canção de Damares)
Milagre o segundo single gravado pela cantora cristã brasileira Damares, registrada no álbum de Apocalipse, lançado em 8 de maio de 2008.[carece de fontes?]
A canção foi regravada pela cantora no DVD A Minha Vitória Tem Sabor de Mel - Ao Vivo, gravado no dia 30 de maio de 2009 e lançado em 12 de setembro de 2009. Somente um vídeo dessa música possui mais de 1 milhões de exibições no youtube.

## Faixa
| N.º | Título                                                 | Compositor(es) | Duração |  |
| 1.  | "Milagre"                                              | Os Galileus    | 5:55    |  |
| 2.  | "Milagre" (A Minha Vitória Tem Sabor de Mel - Ao Vivo) | Os Galileus    | 6:00    |  |
| 3.  | "Milagre" (Ao Vivo em São Sebastião)                   | Os Galileus    | 8:09    |  |